# Каплан, Джоэль
Джоэль Каплан (англ. Joel Kaplan, родился в г. Уэстон, Массачусетс, США) — американский политик еврейского происхождения.

## Биография
Выпускник юридической школы Гарварда, ветеран морской пехоты, работал помощником судьи Верховного Суда США Антонина Скалиа. Занимал должность заместителя руководителя аппарата «Белого дома» (Президентской администрации) США Джона Болтона.
При Буше-младшем — заместитель директора Административно-бюджетного управления Администрации президента США (с 2003 г.). С апреля 2006 г. — по поручению президента США планирует разработки «Белого дома».